# Ciclismo ai Giochi della XXVII Olimpiade - Corsa a punti femminile
La corsa a punti femminile dei Giochi della XXVII Olimpiade si svolse il 21 settembre 2000 al Dunc Gray Velodrome di Bass Hill, nei sobborghi di Sydney. La competizione vide la partecipazione di 17 cicliste provenienti da altrettante nazioni.
La medaglia d'oro fu vinta dall'italiana Antonella Bellutti, mentre l'argento e il bronzo andarono rispettivamente all'olandese Leontien van Moorsel e alla russa Ol'ga Sljusareva.

## Programma
| Data              | Ora (UTC+10) | Turno  |
| ----------------- | ------------ | ------ |
| 21 settembre 2000 | 18:15        | Finale |

## Regolamento
La prova consisteva nell'effettuare 100 giri di pista (25 km), effettuando 10 sprint (uno ogni 10 giri). A ogni sprint venivano assegnati cinque punti alla prima, tre alla seconda, due alla terza e uno alla quarta classificata; all'ultimo sprint venivano assegnati punti doppi. La classifica era stilata in base al numero di giri guadagnati doppiando il gruppo, e a seguire in base ai piazzamenti nelle volate.

## Ordine d'arrivo
| Posizione | Ciclista             | Nazionalità   | Giri | Punti |
| --------- | -------------------- | ------------- | ---- | ----- |
| Oro       | Antonella Bellutti   | Italia        | 0    | 19    |
| Argento   | Leontien van Moorsel | Paesi Bassi   | 0    | 16    |
| Bronzo    | Ol'ga Sljusareva     | Russia        | 0    | 15    |
| 4         | Judith Arndt         | Germania      | 0    | 12    |
| 5         | Belem Guerrero       | Messico       | 0    | 12    |
| 6         | Marion Clignet       | Francia       | 0    | 11    |
| 7         | Teodora Ruano        | Spagna        | 0    | 10    |
| 8         | Sarah Ulmer          | Nuova Zelanda | 0    | 9     |
| 9         | Alayna Burns         | Australia     | 0    | 7     |
| 10        | Erin Mirabella       | Stati Uniti   | 0    | 6     |
| 11        | María Luisa Calle    | Colombia      | 0    | 2     |
| 12        | Rasa Mažeikytė       | Lituania      | 0    | 2     |
| 13        | Fang Fen-fang        | Taipei cinese | 0    | 0     |
| 14        | Emma Davies          | Gran Bretagna | 0    | 0     |
| 15        | Michaela Brunngraber | Austria       | 0    | 0     |
| 16        | Akemi Morimoto       | Giappone      | 0    | 0     |
| 17        | Maureen Kaila        | El Salvador   | 0    | 0     |